# Гольтгоер, Александр Фёдорович

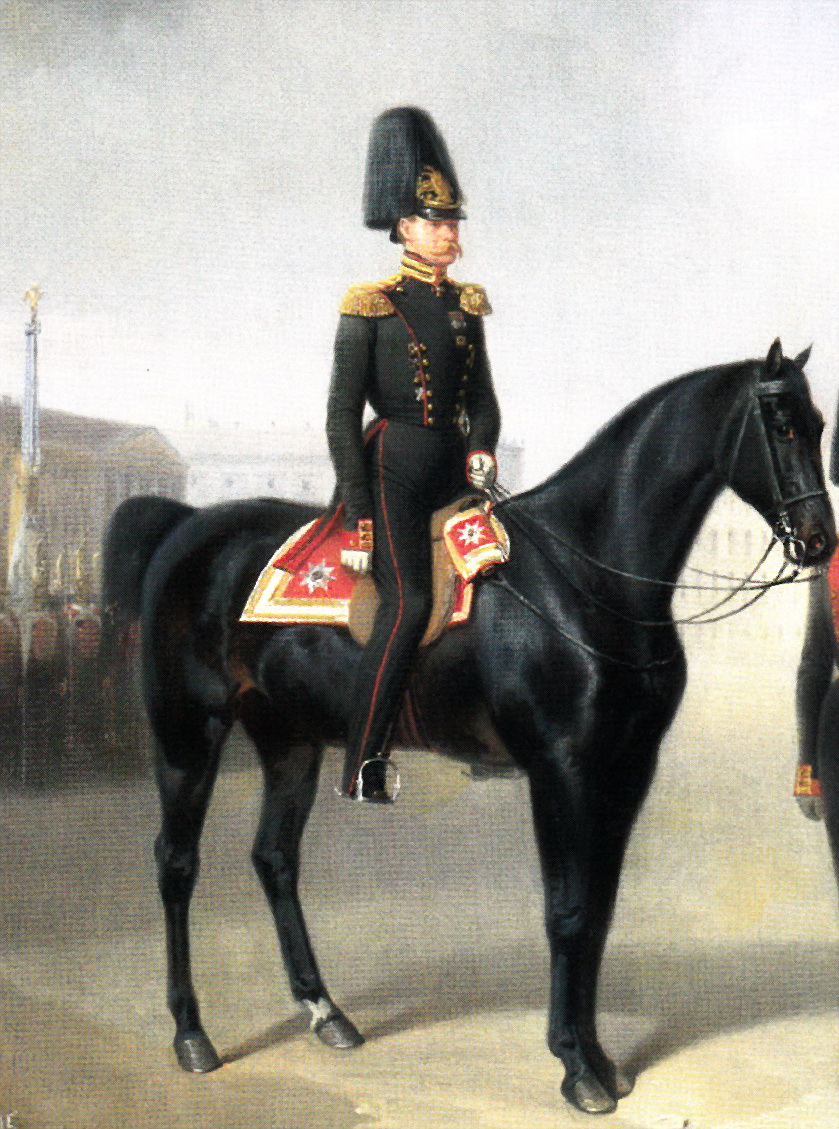
Гольтгоер Александр Фёдорович, генерал-майор

Александр Фёдорович Гольтгоер (11 (23) июля 1805—13 (25) марта 1870) — русский генерал-лейтенант.

## Биография
Из дворян Санкт-Петербургской губернии, сын директора Императорского Царскосельского лицея, генерал-лейтенанта Фёдора Григорьевича Гольтгоера. 
Из портупей-юнкеров был определён 13 августа 1825 года в лейб-гвардии Финляндский полк и 11 декабря 1825 года оказался в числе собравшихся у декабриста Н. П. Репина из-за чего попал в Алфавит Боровкова (к следствию о декабристах не привлекался, поскольку не был членом тайных обществ). 
В чине капитана был переведён 20 февраля 1842 года в лейб-гвардии Преображенский полк. За выслугу получил 1 января 1847 году орден Св. Георгия IV класса; 6 декабря 1851 года произведён в чин генерал-майора и назначен командиром лейб-гвардии Павловского полка (до 24 мая 1855). Затем был начальником 3-й пехотной дивизии (генерал-лейтенант — с 30 августа 1860). Был гродненским военным начальником.  В 1863 году вышел в отставку. 
Похоронен в Петербурге на Волковском лютеранском кладбище. 
Жена: Вера Гавриловна, урождённая Карнович (14.07.1835 — 16.12.1900). У них дети: Константин (1865—1933), Сергей (1866—1930), Вера (ум. от тифа 17 марта 1874 года во Франции (отпета в Ницце в придворной Николаевской церкви), похоронена в России).